# Clapronia albicilia
Clapronia albicilia là một loài bướm đêm trong họ Noctuidae.